# Terrence Holder
Terrence (auch Torrence) Holder (* 17. Januar 1897 in Muskogee (Oklahoma); † September 1983 ebenda) war ein amerikanischer Jazztrompeter, der die Dark Clouds of Joy und weitere  Territory Bands leitete.

## Leben und Wirken
Holder trat zunächst in seiner Geburtsstadt mit Ida Cox auf, bevor er sich der Band von Alphonse Trent anschloss, in der er als Leittrompeter und Manager tätig war. Er galt als talentierter Solist mit offenem Ton. Er musste die Band verlassen, weil er die Musiker um einen Teil der Einnahmen betrogen hatte. Daraufhin gründete er 1925 ein eigenes Ensemble, die Dark Clouds of Joy, mit dem er erfolgreich in und um Kansas City und in Texas auftrat und einen wichtigen Beitrag zum Kansas City Jazz leistete. 1929 wählten die Musiker der Band einen neuen Bandleader, weil Holder mit der Kasse verschwunden war. Er gründete mit Jesse Stone eine neue Band, die ebenfalls im Mittleren Westen tätig war, musste aber auch diese Band bald aufgrund finanzieller Unstimmigkeiten verlassen. In späteren Bands waren Musiker wie  Buddy Tate, Budd Johnson und Claude Williamson tätig. In den 1940er Jahren gehörte er zur Band von Nat Towles. Dann war er in einer Kupfergrube in Billings (Montana) tätig.
Um 1976 ging er in ein Pflegeheim in seiner Heimatstadt Muskogee, wo er 1983 im Alter von 86 Jahren starb.